# Keem Bay
Pour les articles homonymes, voir Keem.
Keem Bay (en irlandais : Cuan na Cuime) est une baie à l'ouest de l'île d'Achill, dans le comté de Mayo en Irlande.